# Кривоклювые пересмешники
Кривоклювые пересмешники (лат. Toxostoma) — род птиц семейства пересмешниковых (Mimidae).

## Описание
Длина тела достигает от 23 до 30 см. У кривоклювых пересмешников закруглённые крылья и длинные и закруглённые хвосты. Ноги сильные, клюв часто загнут вниз. Оперение обычно ржаво-коричневое, серовато-коричневое или серое, часто с пятнами на нижней стороне.

## Распространение
Наибольшее количество видов встречается на юго-западе США и северо-западе Мексики.

## Виды
Выделяют 10 видов:
- Toxostoma rufum (Linnaeus, 1758) — Коричневый кривоклювый пересмешник
- Toxostoma longirostre Lafresnaye, 1838 — Рыжий кривоклювый пересмешник
- Toxostoma guttatum (Ridgway, 1885) — Козумельский кривоклювый пересмешник
- Toxostoma cinereum (Xántus, 1860) — Мышиный кривоклювый пересмешник
- Toxostoma bendirei (Coues, 1873) — Кактусовый кривоклювый пересмешник
- Toxostoma ocellatum (Sclater, 1862) — Глазчатый кривоклювый пересмешник
- Toxostoma curvirostre (Swainson, 1827) — Пятнистый кривоклювый пересмешник
- Toxostoma redivivum (Gambel, 1845) — Калифорнийский кривоклювый пересмешник
- Toxostoma crissale Henry, 1858
- Toxostoma lecontei Lawrence, 1851 — Пустынный кривоклювый пересмешник

## Галерея

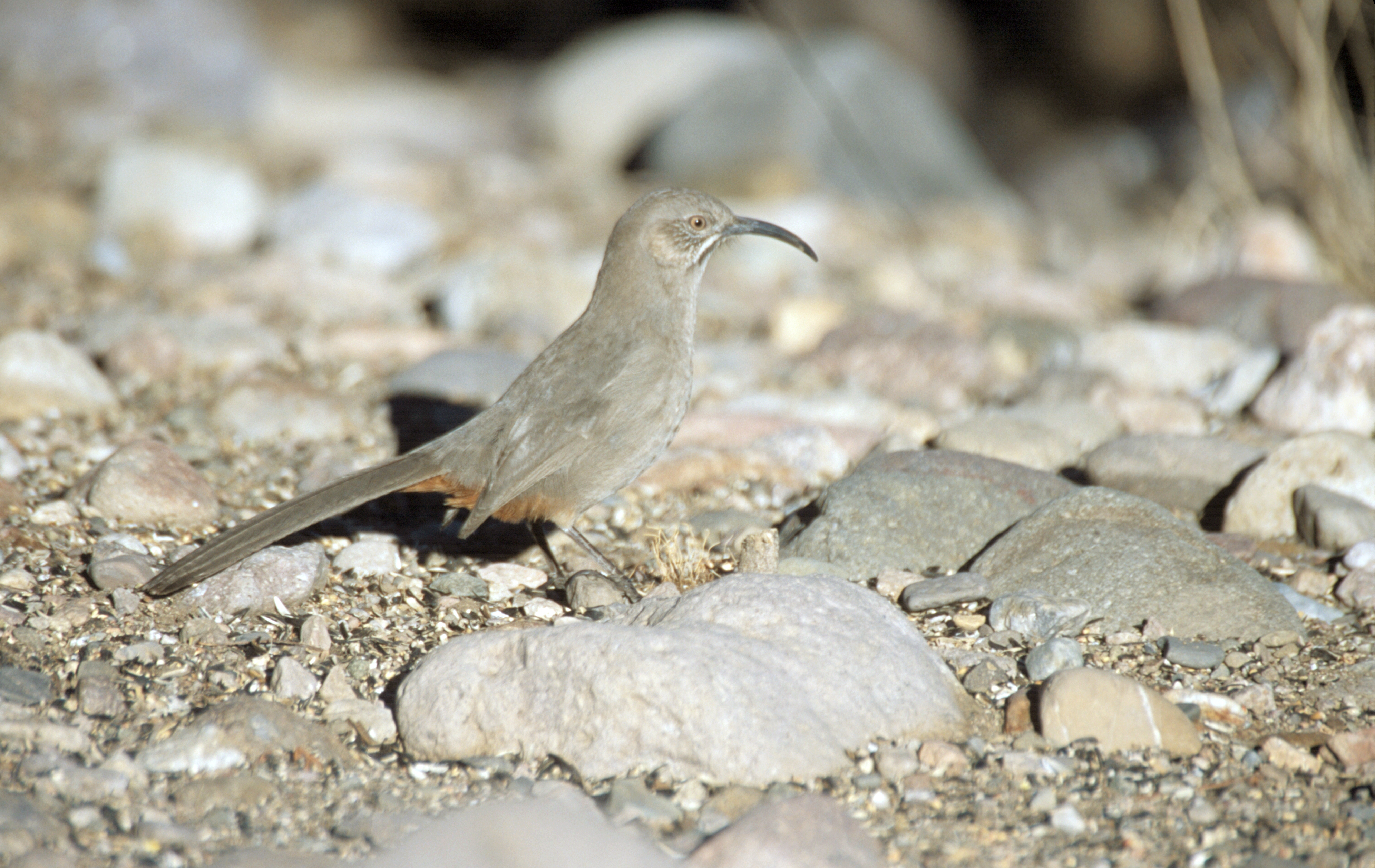
Toxostoma crissale
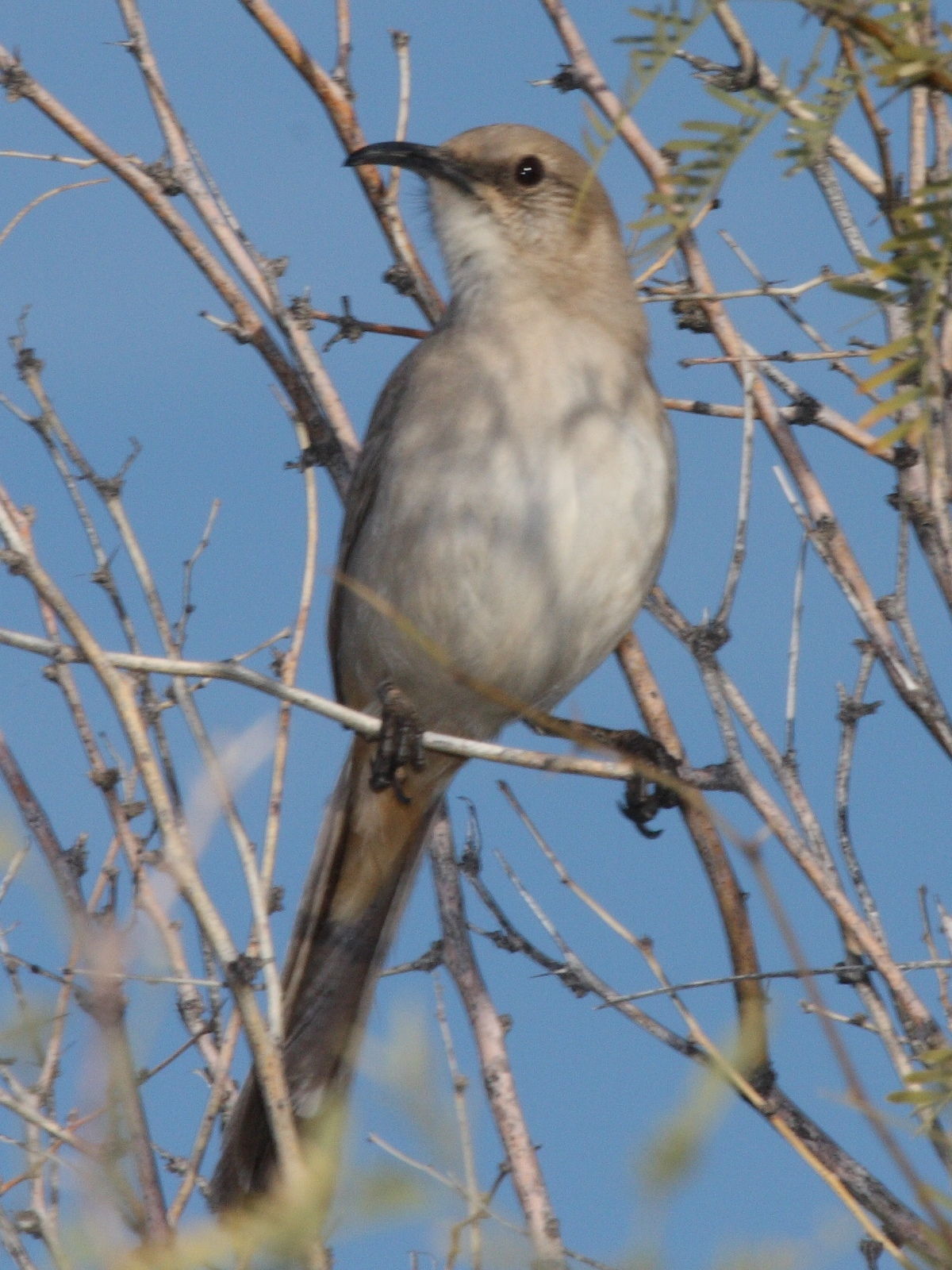
Пустынный кривоклювый пересмешник
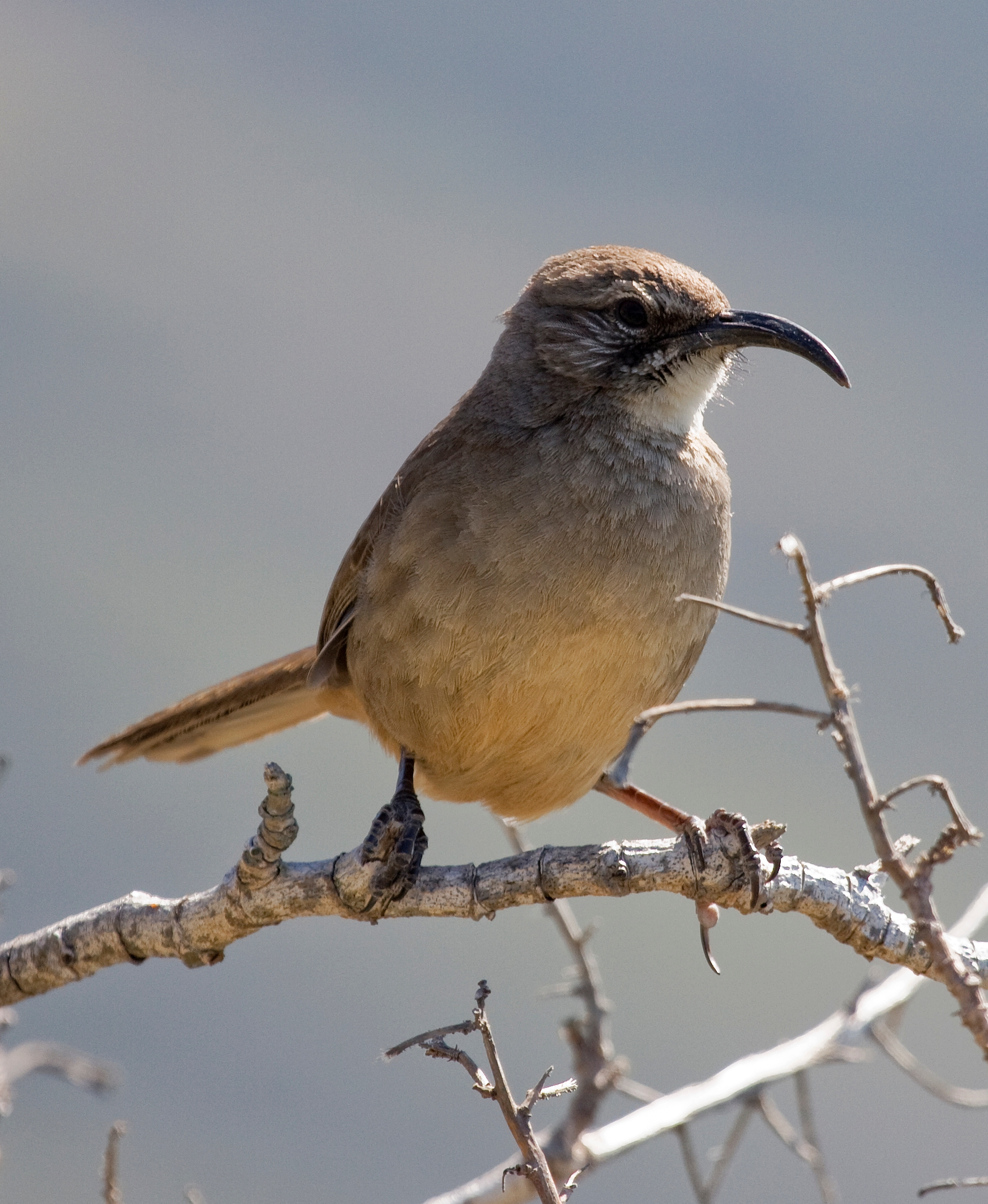
Калифорнийский кривоклювый пересмешник
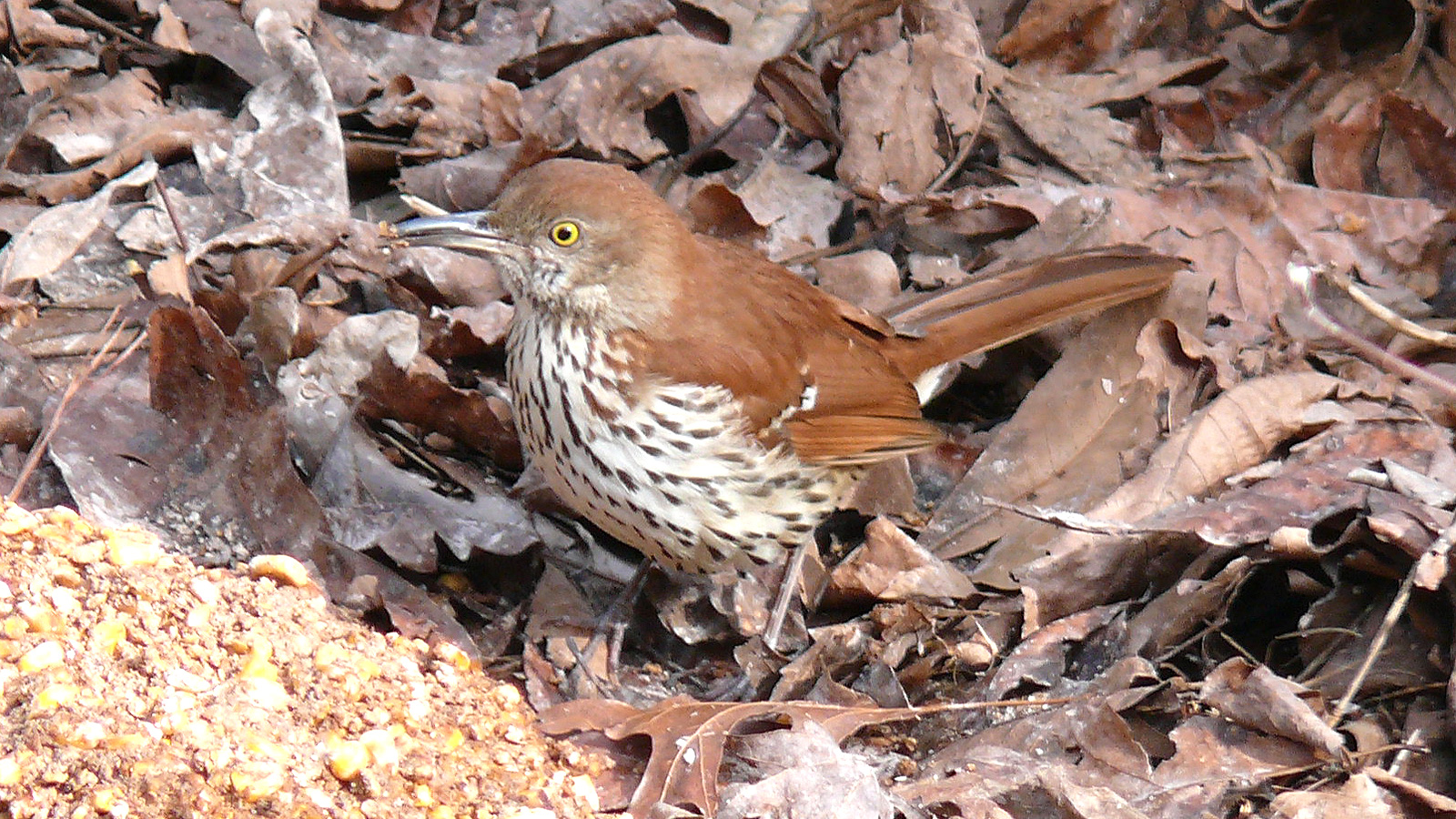
Коричневый кривоклювый пересмешник